# Andreï Semionov-Tian-Chanski
Andreï Semionov-Tian-Chanski (en russe : Андре́й Петро́вич Семёнов-Тянь-Ша́нский ; 1866-1942) est un entomologiste russe, spécialiste des coléoptères. Il est le fils de Piotr Semionov-Tian-Chanski.
Il entre à l'université de Saint-Pétersbourg en 1885. De 1888 à 1889, il voyage dans la région transcaspienne et le Turkestan pour récolter des insectes, puis en 1890 devient conservateur à l'Académie impériale des sciences. Il est président de la Société entomologique de Russie de 1914 à 1931.